# Ист-Чейн (тауншип, Миннесота)
Ист-Чейн (англ. East Chain) — тауншип в округе Мартин, Миннесота, США. На 2000 год его население составило 345 человек.

## География
По данным Бюро переписи населения США площадь тауншипа составляет 93,2 км², из которых 91,3 км² занимает суша, а 1,9 км² — вода (2,06%).

## Демография
По данным переписи населения 2000 года здесь находились 345 человек, 127 домохозяйств и 100 семей.  Плотность населения —  3,8 чел./км².  На территории тауншипа расположено 133 постройки со средней плотностью 1,5 построек на один квадратный километр. Расовый состав населения: 99,71 % белых и 0,29 % азиатов. Испанцы или латиноамериканцы любой расы составляли 0,58 % от популяции тауншипа.
Из 127 домохозяйств в 40,9 % воспитывались дети до 18 лет, в 72,4 % проживали супружеские пары, в 5,5 % проживали незамужние женщины и в 20,5 % домохозяйств проживали несемейные люди. 17,3 % домохозяйств состояли из одного человека, при том 7,1 % из — одиноких пожилых людей старше 65 лет. Средний размер домохозяйства — 2,72, а семьи — 3,07 человека.
29,6 % населения — младше 18 лет, 6,7 % — в возрасте от 18 до 24 лет, 27,5 % — от 25 до 44, 23,8 % — от 45 до 64, и 12,5 % — старше 65 лет. Средний возраст — 38 лет. На каждые 100 женщин приходилось 115,6 мужчин.  На каждые 100 женщин старше 18 приходилось 104,2 мужчин.
Средний годовой доход домохозяйства составлял 43 750 долларов, а средний годовой доход семьи —  48 500 долларов. Средний доход мужчин —  27 679  долларов, в то время как у женщин — 21 346. Доход на душу населения составил 20 762 доллара. За чертой бедности находились 4,8 % семей и 6,3 % всего населения тауншипа, из которых 3,9 % младше 18 и 8,7 % старше 65 лет.